# MP-412 REX
MR-412 REX (Revolver for Export; tiếng Nga: МР-412 РЕКС) là loại súng ngắn ổ xoay được chế tạo bởi nhà máy Izhevsk Mechanical Plant (IZHMEKH). Nó sử dụng cơ chế hoạt động kép/hoạt động đơn và dùng đạn .357 Magnum.

## Lịch sử
MP-412 REX được thiết kế vào những năm 1990 và dự định xuất khẩu, vì quyền sở hữu súng ngắn thường bị cấm đối với công dân bình thường ở Nga. Các nguyên mẫu đầu tiên của khẩu súng lục ổ quay REX (Revolver for EXport) đã được trưng bày tại triển lãm vũ khí IWA-2000 ở Nuremberg (Đức). Tuy nhiên, nó đã bị ngưng sản xuất. Dù không rõ nguyên nhân, nhưng có khả năng là thị trường xuất khẩu lớn nhất, Hoa Kỳ, đã đóng cửa do thỏa thuận giữa tổng thống Mỹ Bill Clinton và tổng thống Nga Boris Yeltsin vào năm 1990 về việc cấm nhập vũ khí Nga sang Mỹ.

## Thiết kế và tính năng
Điểm khác biệt lớn nhất của MP-412 đối với các loại súng ngắn ổ xoay khác nằm ở cách nạp đạn. MP-412 nạp đạn bằng cách bẻ ổ đạn ra khỏi thân súng, sau đó các vỏ đạn đã bắn sẽ tự động rơi ra và thay vào đó là những viên đạn mới (cách nạp đạn này được gọi là nạp đạn sau nòng). Các loại súng ổ xoay khác thì đẩy hoặc tháo ổ đạn ra, sau đó thì nạp đạn tương tự như MP-412 REX, tuy nhiên, vẫn có loại súng ổ xoay có cách nạp đạn tương tự như MP-412. MP-412 REX được làm chủ yếu từ thép, còn tay cầm thì được làm từ nhựa polymer tổng hợp.

## Trong văn hóa đại chúng
MP-412 REX đã có mặt trong các trò chơi sau:
- Battlefield: Bad Company - Không có cơ chế tự rơi ra vỏ đạn khi nạp đạn.
- Battlefield: Bad Company 2 - Không có cơ chế tự rơi ra vỏ đạn khi nạp đạn.
- Battlefield Play4Free - Hai màu với nòng dài 6 inch.
- Battlefield 3 - Xuất hiện cơ chế tự rơi ra vỏ đạn khi đang nạp.
- Battlefield 4 - Có thể trang bị nhiều phụ kiện khác nhau.
- Call of Duty: Modern Warfare 3 - Không có cơ chế tự rơi ra vỏ đạn khi nạp đạn.
- Counter-Strike Online - Có tên là SKULL-1, được sơn họa tiết đầu lâu trên nền vàng và sử dụng lại đạn hư cấu cỡ nòng.50 Anti-Zombie.
- Ghost Recon Future Soldier - Có thể trang bị nhiều phụ kiện khác nhau.
- Watch Dogs - Có thể được mua trong cửa hàng súng.